# ビュイック・センチュリー
センチュリー (Century) はGMのビュイックディビジョンで製造・販売していた高級乗用車である。初代と2代目はフルサイズの高性能車で、3代目以降は中型車であった。2022年からは中国で上海通用(上海GM)が、ビュイック(別克)ブランドのフラッグシップミニバンとして販売されている。
日本ではトヨタ自動車がセンチュリーの車名の権利を持っていたため、ビュイック・リーガルとして販売された。

## 初代（1936年 - 1942年）
ビュイックは1935年モデルからの技術の改善とデザインの向上を記念して、1936年モデルイヤーに全モデルラインアップを改名した。ビュイックのシリーズ40はビュイック・スペシャルに、シリーズ80はビュイック・ロードマスターに、そしてビュイック最大にして最高級車となるシリーズ90はビュイック・リミテッドになった。センチュリーはシリーズ60の後を受け継いだ。
初代センチュリーはより短いホイールベースのビュイック・スペシャルをベースにビュイックで最もパワフルな8気筒エンジンを搭載した車種として作られた。スペシャルがビュイックの3.8Lを搭載して最高出力93hp(69kW)@3200rpmを発揮したのに対して、1936年から1942年まで製造されたセンチュリーでは165hpを発揮するビュイックの5.2L 直8エンジンが搭載され、95mphで走り続ける能力を備えてこの時代最速のビュイックとなり、センチュリーは「銀行員のホットロッド」とあだ名されるようになった。
センチュリーは1942年モデルイヤーの途中で打ち切られ、その間の累計生産台数はビュイック全体のおよそ10%にとどまった。

## 2代目（1954年 - 1958年）
1954年、ビュイックは自身のラインアップに高性能車を与える意向のもとに、小型軽量なビュイック・スペシャルのボディに最大最強の5.3L V8エンジンを搭載した車種としてセンチュリーを再登場させた。初代センチュリーにはなかったステーションワゴンモデルがこの時期のモデルラインアップに含まれる。1954年には200hp、1955年には236hp、1956年には255hp、そして6.0Lエンジンに換装されたモデル末期の1957年と1958年には300hpにまで向上し、センチュリーはビュイックの高性能版の地位を維持し続けた。
1955年、カリフォルニアの高速警察が一般向けには用意されなかったセンチュリー2ドアセダンを大量発注した。それは特製の2ドアセダンボディシェルにセンチュリーのパワートレーンと装備を組み合わせたものである。
また、1957年から1958年にかけてはGM唯一のハードトップステーションワゴンが与えられた。それが「センチュリーキャバレロ」である。
1959年、ビュイックはセンチュリーをインビクタと改名した。

## 3代目（1973年 - 1977年）
ビュイック・センチュリーの車名はFRの中型車として復活した。Aボディベースで設計され、ポンティアックのグランプリ、ルマン、GTO、カンナム、グランダム、そしてオールズモビル・カトラスシュープリームとは姉妹車となった。1973年にGMの中型車が全てモデルチェンジされた際、スカイラークに代わって「センチュリー」の車名がビュイックの中型車に使われた。当初は、センチュリーは上級仕様のリーガルクーペとともにビュイックの小型ラインアップの大黒柱であった。エンジンは2および4バレル式の5.7L V8が搭載され、それぞれ150または175 hp (130 kW)を発揮した。250hpを発揮する7.5L V8もオプションで用意された。
1972年にスカイラーククーペが消滅すると同時に、センチュリーは高性能版のグランスポーツを受け継いだ。排ガス規制のために7.5L V8の性能が全盛期よりいくらか減少したのに対し、1973年から1975年のセンチュリーGSクーペは当時の基準で高性能を維持した。
1973年と1974年にはセンチュリーに上級グレードのラグゼスが用意されたが、1975年にはセンチュリーカスタムに改名された。また、同年からは燃費規制に適合させるため110hp (82 kW)を発揮する新しい3.8L V6が標準で搭載された。7.5L V8はステーションワゴン専用のオプションとなり、1977年には6.6Lにとって代えられた。GMの中型車は1976年にフェイスリフトを受け、センチュリーは角型四灯ヘッドランプと、より高く平らなグリルを与えられた。
1975年から1977年にかけては、ビュイック・スペシャルクーペがセンチュリーのエントリーモデルとして販売された。ビュイックの文献では「センチュリースペシャル」と呼ばれるクーペは2ドアファストバックボディを基にクオーターガラスをほとんどを覆う特製のランドールーフを備えていた。1976年と1977年モデルは独自のボディ同色ヘッダーパネルを備えた。

## 4代目（1978年 - 1981年）
1978年に発表。ファストバック風のクーペ（エアロバック）とセダン（オールズモビル・カトラスサロンとボディを共有）、より伝統的なステーションワゴンの3タイプが用意されたが、いずれも先代からダウンサイズされた。燃費規制のためにV6エンジンが依然として標準であった。ベースエンジンは新開発の3.2L V6でセンチュリーとリーガル限定で導入された。3.8L V6とシボレー製5.0L V8がオプションで用意された。ポンティアックの4.3L V8と4.9L V8は1979年にシボレーのエンジンに代えられた。
この時期における希少車の一つが3.8L V6ターボを搭載した1979-80年型センチュリー「ターボクーペ」で、少ない燃料消費でV8に匹敵する性能を発揮した。このターボクーペはリーガルのターボスポーツクーペほどの人気は得られず、累計生産台数は2,500台を下回った。
ファストバックセダンもまたあまり売れず（カトラスサロンセダンも同様）、1980年に平凡なノッチバックに改められた。1981年にはエアロバックが落とされた。1982年にFFの新しいセンチュリーが導入されると同時に、従来のノッチバックセダンとワゴンはリーガルに車名変更された。

## 5代目（1982年 - 1996年）
1981年に発表。FFのAプラットフォームをベースとし、再びダウンサイズされた。当初はクーペとセダンが用意されたが、1984年にはステーションワゴンも加わり、先代から車名を変えたリーガルワゴンにとって代わった。この年にはロサンゼルスオリンピックを記念してオリンピック仕様車も登場した。1986年、フェイスリフトを受けて、より角張った新しいフロントフェイスに改められた。
エンジンは110 hp (82 kW) を発揮した3.0L V6の他に直4とV6ディーゼルも用意されたが、いずれも人気は出なかった。1980年代半ばにはビュイックの高性能グレードであるT-タイプがセンチュリークーペに設定された。センチュリーT-タイプは控えめではあるが、3.8Lエンジンは140-150 hp (105-112 kW)を発揮して、比較的軽量な車種としてはきびきびとした性能をもたらした。
1985年から1986年にかけては、124台のビュイック・センチュリークーペがコーチビルダーの手でコンバーチブルに改造され、ビュイックのディーラー網で販売された。
日本への正規輸入に際しては、元祖でありながらも、トヨタに先に商標された為「リーガル」の名前で販売された。
センチュリーは1989年にもフェイスリフトを受けた。より湾曲した新しいルーフラインが与えられ、リアクオーターウインドウはビュイックの三盾エンブレムの入った黒色の樹脂に置き換えられた。フロントはフラッシュヘッドランプと湾曲したグリルが与えられ、直立したフードオーナメントが標準となった。セダンは幅いっぱいに広がった独特のテールライトで容易に識別できた（日本仕様は中央部に電球がなく、点灯しない）。
1991年にエクステリアが一新された。1993年、115hpを発揮する新しい2.2L 直4が2.5L 直4にとって代わった。
1994年にはクーペが打ち切られ、運転席エアバッグが全車標準装備となった。同年、3.3L V6に代わって同じく160hpを発揮する3.1L V6が搭載され、2.2L 直4の出力がMFIの導入で120hpに向上した。1994年モデルイヤーの途中で円形スピードメーターは長方形に改められたが、ダッシュボードは1981年からずっと変わらないままであった。

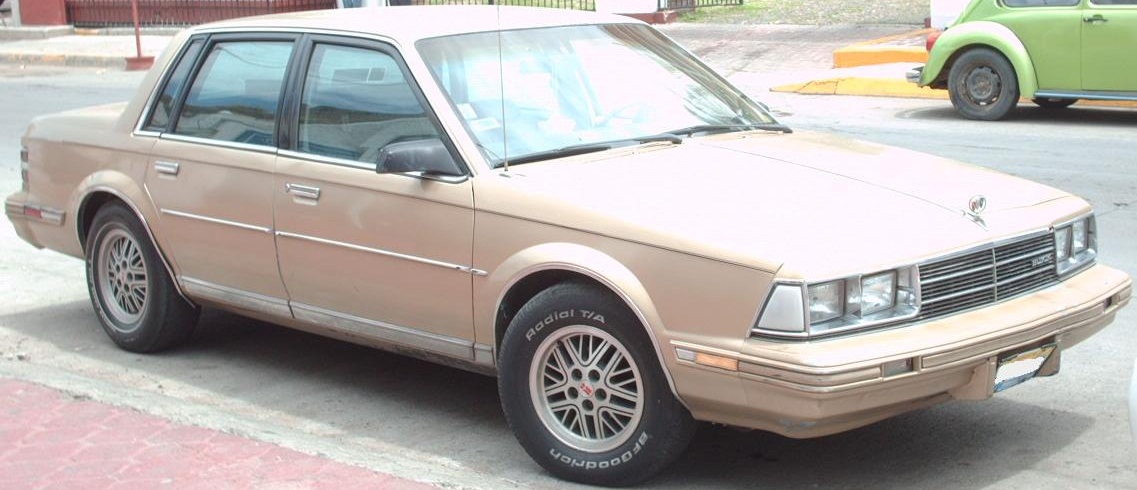
1982-1984年型センチュリーセダン
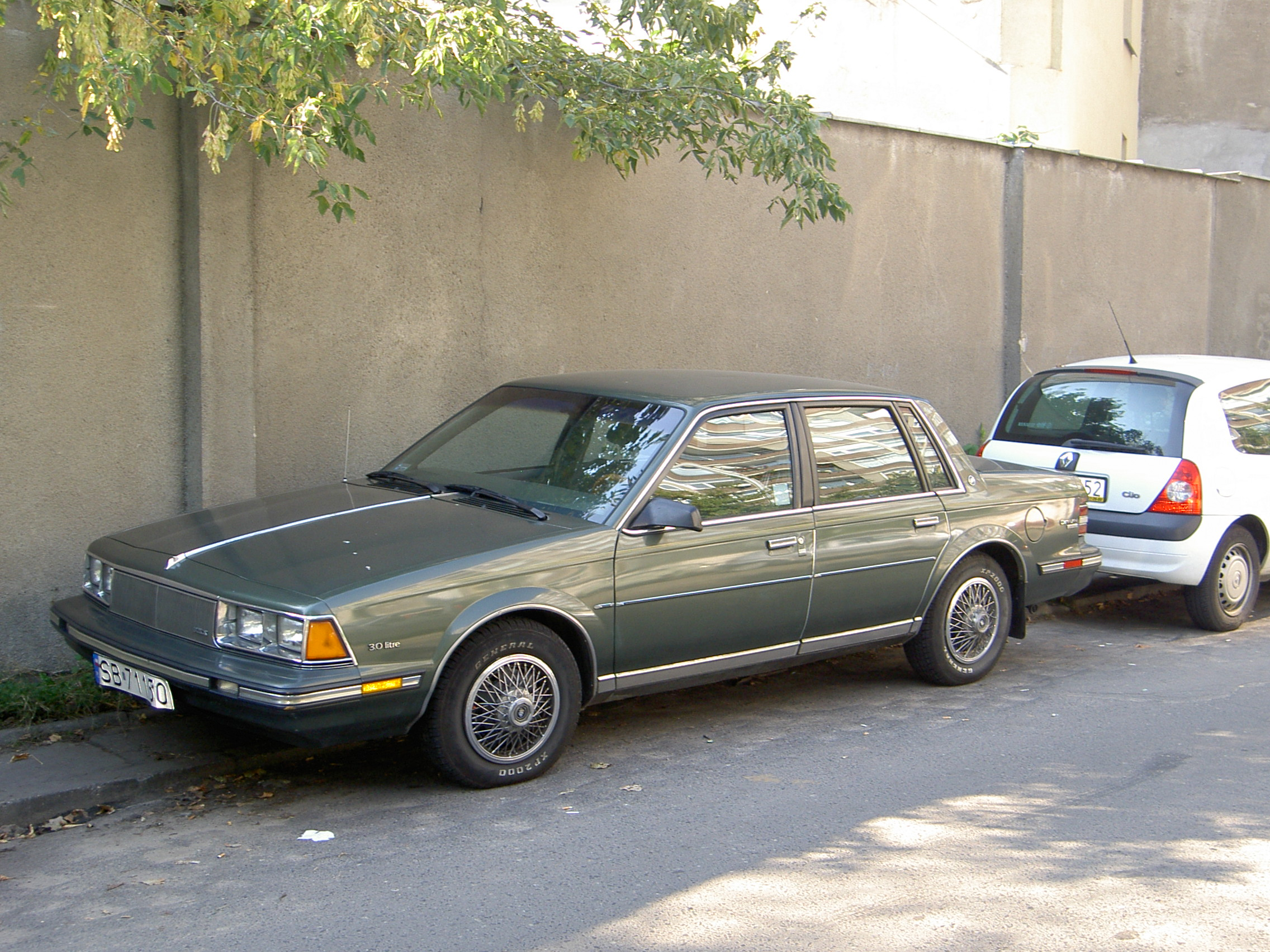
1985年型センチュリーセダン
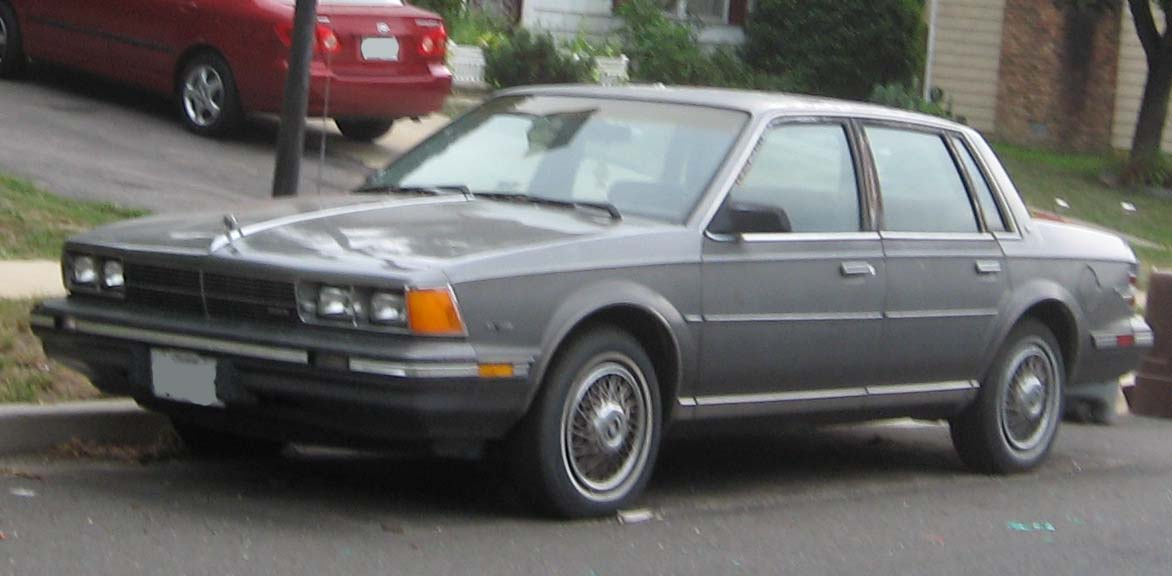
1986-1988年型センチュリーセダン
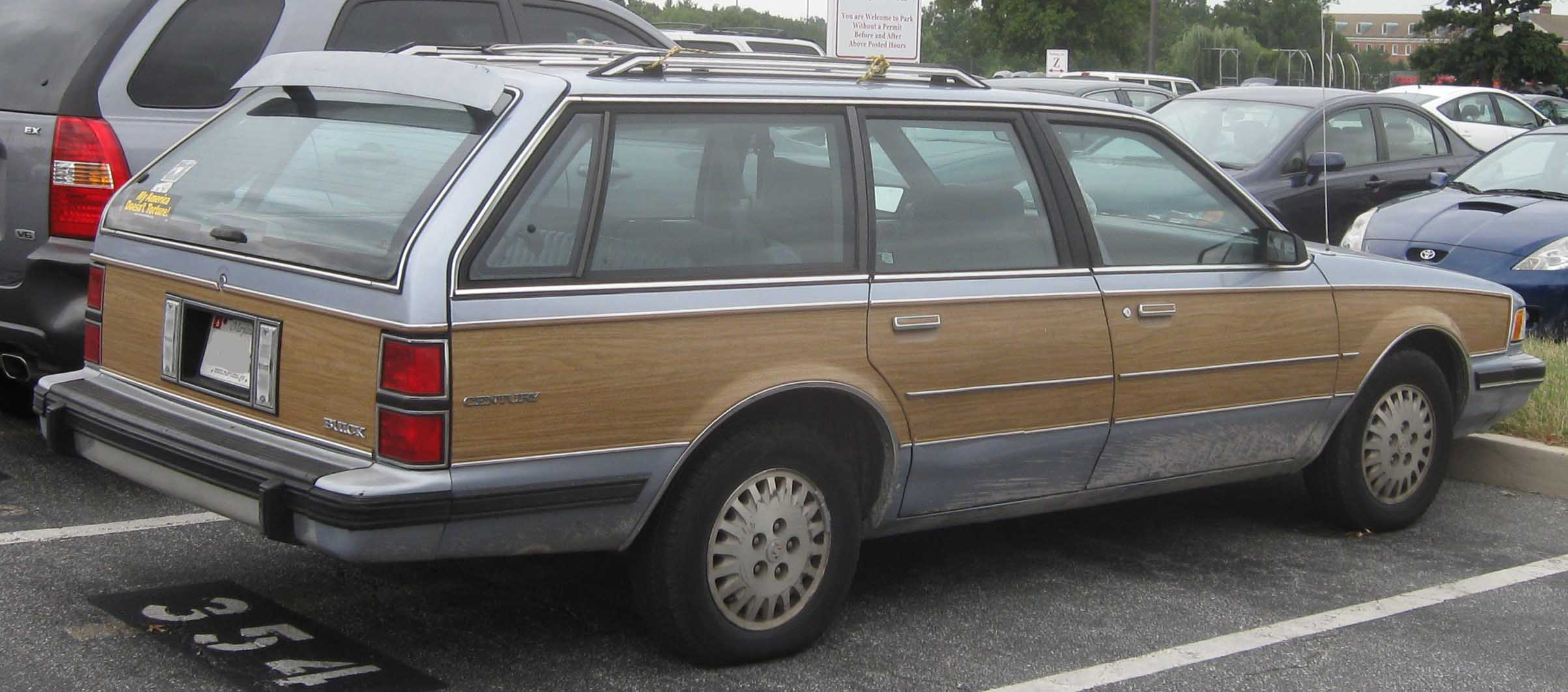
センチュリーワゴン
1989-1990年型センチュリーセダン
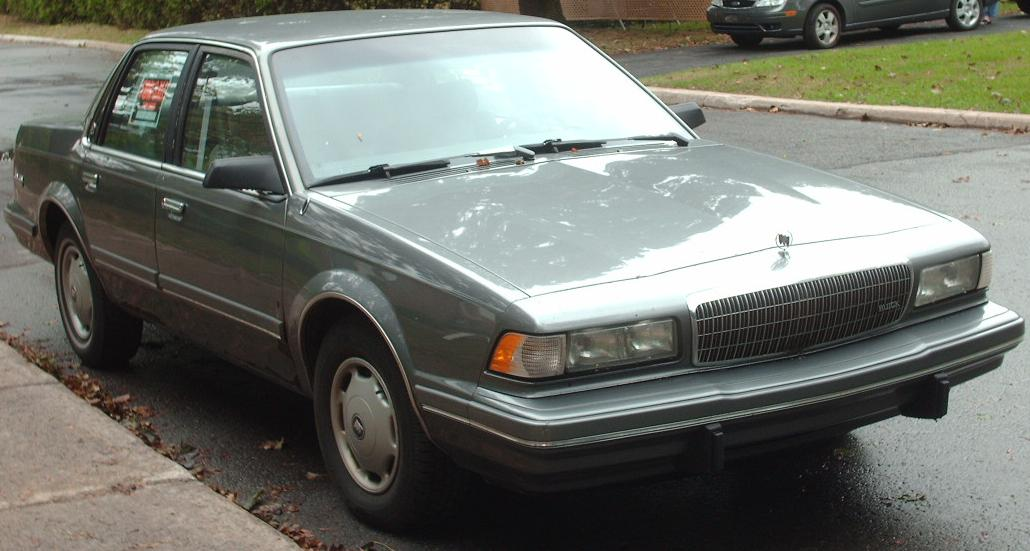
1991-93年型センチュリーセダン

### エンジン
| 年          | エンジン                          | 最高出力        | 最大トルク            |  |
| ----------- | --------------------------------- | --------------- | --------------------- |  |
| 1982-1988年 | 2.5L Tech IV TBI 直4              | 90 hp (67 kW)   |                       |  |
| 1989-1992年 | 2.5L Tech IV 直4                  | 110 hp (82 kW)  | 135 lb・ft (183 N・m) |  |
| 1993年      | 2.2L 2200 直4                     | 115 hp (86 kW)  | 130 lb・ft (180 N・m) |  |
| 1994-1996年 | 2.2L 2200 直4                     | 120 hp (89 kW)  | 130 lb・ft (180 N・m) |  |
|             |                                   |                 |                       |  |
| 1982-1985年 | 3.0L ビュイック V6                | 110 hp (82 kW)  | 145 lb・ft (197 N・m) |  |
| 1986-1988年 | 2.8L LB6 V6                       | 130 hp (97 kW)  |                       |  |
| 1989-1993年 | 3.3L ビュイック V6                | 160 hp (120 kW) | 185 lb・ft (251 N・m) |  |
| 1994-1996年 | 3.1L L82 V6                       | 160 hp (120 kW) | 185 lb・ft (251 N・m) |  |
|             |                                   |                 |                       |  |
| 1985-1988年 | 3.8L ビュイック MFI/SFI V6        |                 |                       |  |
|             |                                   |                 |                       |  |
| 1982-1985年 | 4.3L オールズモビル ディーゼル V6 | 85 hp (63 kW)   | 165 lb・ft (224 N・m) |  |

## 6代目（1996年 - 2004年）
1997年に、センチュリーはモデルチェンジされ、販売縮小によりステーションワゴンが落とされて4ドアセダンのみが用意された、引き続きFFとV6の構成となった。Wプラットフォームに移行してリーガルとの姉妹車の関係が復活した。センチュリーとリーガルはほとんど同一車種であったが、フロントマスク、搭載エンジンと装備で差別化が図られた。センチュリーはリーガルよりも廉価に設定され、ベンチシートにコラムシフトとなり、エンジンもより低出力となる3.1L V6のみが用意された。このエンジンは当初は最高出力160hp(120kW)、最大トルク185ft・lbf(251N・m)を発揮し、2000年モデルから175hp(130kW)、195ft・lbf(264N・m)に引き上げられた。
廉価モデルとはいえデザインは端正で、品質面でも引き続き好評であった。1998年のスカイラークの終了後、センチュリーは初めてビュイックのエントリーモデルとなった。ビュイックはセンチュリーをトヨタ・カムリやホンダ・アコードのような日本車のファミリーセダンに対する、より廉価な代替に位置づけようとした。2003年には「センチュリー」のエンブレムがフロントドアからは落とされてテールライトに残るのみとなった。
2005年、全く新しいビュイック・ラクロスがセンチュリーとリーガルにとって代わった。センチュリーの特別仕様車が2005年に製造された。最後のセンチュリーは2004年10月25日にラインオフした。
中国の上海GMでは1999年4月からセンチュリーの中国仕様を生産した。グレード名はやや異なり、廉価版は「ビュイック・ニュー・センチュリー」、上級版はGLとGLXとなった。後にGとGSも加わった。

## 7代目 (2022年 - )
2022年11月3日、上海GMがフラッグシップミニバンとしてセンチュリー(世紀)を発表した。 エンジンは2L直4ターボ＋48Vマイルドハイブリッドとなっており、9速ATが組み合わせられる。ボディサイズは全長5230全幅1980全幅1864mm、ホイールベースが3130mmである。乗車定員は4人から7人である。GL8の上位車種となる。